# Jorge de Maio
Jorge Ariel De Maio (Florida, 7 de septiembre de 1982) es un futbolista argentino. Su posición es la de defensor, y actualmente se encuentra sin club

## Clubes
| Club           | País      | Año           | PJ | Goles |
| -------------- | --------- | ------------- | -- | ----- |
| Colegiales     | Argentina | 2002 - 2005   | 33 | 3     |
| Acassuso       | Argentina | 2005 - 2009   | 83 | 1     |
| Tristán Suárez | Argentina | 2009 - 2010   | 9  | 0     |
| Comunicaciones | Argentina | 2010-2014     | 94 | 0     |
| Villa Dálmine  | Argentina | 2014-2017     | 85 | 1     |
| Talleres (RdE) | Argentina | 2017-presente | 0  | 0     |